# 张掖路街道
张掖路街道，是中华人民共和国甘肃省兰州市城关区下辖的一个乡镇级行政单位。

## 行政区划
张掖路街道下辖以下地区：
陇西路社区、山字石社区、贡元巷社区、曹家厅社区、大众巷社区和金塔巷社区。